# Nektarios Tirakis
Nektarios Tirakis (Grieks Νεκτάριος Τυράκης) is een Grieks tekstdichter voor met name Eurovisiesongfestivalliedjes. Hij werkte veel samen met de Griekse componist Nikos Terzis.

## Eurovisiesongfestival 2004
Nikos Terzis en Nektarios Tyrakis schreven voor het Eurovisiesongfestival 2004 het liedje Shake it, waarmee Sakis Rouvas als derde eindigde voor Griekenland op het Eurovisiesongfestival in Istanboel.

## Eurovisiesongfestival 2005
Het eigenlijke winnende lied uit de kwalificatie voor Wit-Rusland kreeg echter veel kritiek te verduren en er werd ernstig getwijfeld of het liedje Wit-Rusland door de halve finale van het Eurovisiesongfestival 2005 zou kunnen leiden. Er werden aan de zangeres Angelica Agurbash vervolgens twee andere liedjes aangeboden: Show me your love, honey, geschreven door Svika Pick, en Love me tonight, geschreven door componist Nikos Terzis en tekstschrijver Nektarios Tirakis. De drie liedjes werden voorgesteld aan de vakjury, die vervolgens koos voor het lied Love me tonight.
Uiteindelijk eindigde het liedje op de 13e plaats in de halve finale.